# Calar de la Santa
Calar de la Santa es una pequeña localidad española integrada administrativamente en la pedanía de El Sabinar, del municipio de Moratalla, Región de Murcia.
Su nombre deriva de calar en el sentido de «lugar donde abunda la roca caliza» (Academia), algo no infrecuente en la toponimia cercana (cf. Cañaíca del Calar en Moratalla, Cuevas del Calar en Sierra Espuña, el parque natural de los Calares del Mundo y de la Sima en Albacete, etc.).
Se encuentra a una altitud de 1250 metros.
Es una zona montañosa situada al pie de las sierras de Villafuerte y cercana a Revolcadores.
El paisaje del Calar de la Santa se caracteriza por la existencia del bosque de Sabina Albar más meridional de toda Europa.
En sus alrededores se encuentran pinturas rupestres en dos abrigos, el Sabinar I y II,